# Madeleine Gras
Pour l’article homonyme, voir Gras.
Louise Augustine Madeleine Gras née à Paris (8e arrondissement) le 3 juillet 1891 et morte à Paris (7e arrondissement) le 30 janvier 1958,, est une relieuse française.

## Biographie
Madeleine Gras est une relieuse Art déco qui suit les cours de l'Union centrale des arts décoratifs.
Elle se forme en outre, comme Rose Adler, auprès de Henri Noulhac.

## Travail, créations
- Derain - Apollinaire[5]

## Collections, expositions
- Publiques et privées[6]
- Salon de la Société nationale des Beaux-Arts de 1922
- Salon des artistes décorateurs de 1924